# Prix Nobel de la paix
Le prix Nobel de la paix récompense « la personnalité ou la communauté ayant le plus ou le mieux contribué au rapprochement des peuples, à la suppression ou à la réduction des armées permanentes, à la réunion et à la propagation des progrès pour la paix » , selon les volontés définies par le testament d'Alfred Nobel. Cela comprend la lutte pour la paix, les droits de l'Homme, l'aide humanitaire et la liberté.
Le prix de l'année peut être partagé entre deux, voire trois personnalités ou institutions ayant rendu de grands services à l'humanité par la voie diplomatique.

## Histoire
Le prix Nobel de la paix a été attribué pour la première fois en 1901. Des récompenses ont été décernées en 1917, 1944 et 1945, mais le prix n'a pas été attribué les autres années des deux guerres mondiales. Aucune récompense n'a été décernée les années où aucun candidat n'a pu faire l'unanimité (19 années au total).
D'abord occidentale, l'origine des candidats s'est progressivement étendue au monde entier. Au début du XXIe siècle, le prix Nobel de la paix a une importance politique, certains prix ayant une valeur de désaveu de gouvernements autoritaires, comme celui d'Aung San Suu Kyi en 1991 vis-à-vis de la junte birmane ou celui de Liu Xiaobo en 2010 à l'égard du gouvernement chinois.
Certaines nominations ont eu une résonance particulière comme celle de Theodore Roosevelt en 1906 qui a été fortement contestée car Roosevelt était « militariste »,. On peut également citer celle du journaliste allemand antinazi Carl von Ossietzky en 1935 et celle du 14e dalaï-lama en 1989.
Dans son ensemble, le prix Nobel est surtout remis à des personnalités historiques de l'action humanitaire, de la lutte contre l'oppression politique ou de la défense de l'égalité devant la loi, reconnue par l'article 7 de la Déclaration universelle des droits de l'Homme en 1948, puis garantie par le Pacte international relatif aux droits civils et politiques à son article 26, tels Albert Schweitzer, Martin Luther King et Mère Teresa.
Comme l'a décidé Alfred Nobel, les lauréats du prix Nobel de la paix sont choisis par un comité nommé par le parlement norvégien, alors que les lauréats des autres prix sont sélectionnés par l'Institution académique suédoise. Contrairement à ceux-ci, décernés lors d'une cérémonie royale le 10 décembre (date anniversaire de la mort d'Alfred Nobel) à Stockholm par le roi de Suède, le prix Nobel de la paix est remis à l'hôtel de ville d'Oslo, par le président du Comité Nobel norvégien en présence du roi de Norvège. La Suède et la Norvège relevaient en 1901 de la même Couronne avant la séparation de ces deux pays en 1905. Un arrangement a été trouvé et la Norvège a hérité du prix Nobel de la paix, doté de 10 millions de couronnes suédoises (un peu plus d'un million d'euros), puis réduit à 8 millions de couronnes suédoises (un peu plus de 900 000 euros).
Dans Le Monde d'hier. Souvenirs d'un Européen, Stefan Zweig raconte que Bertha von Suttner aurait influencé la fondation de ce prix en convainquant Alfred Nobel de réparer « le mal qu'il avait causé avec sa dynamite ».

## Nominations et mode de fonctionnement

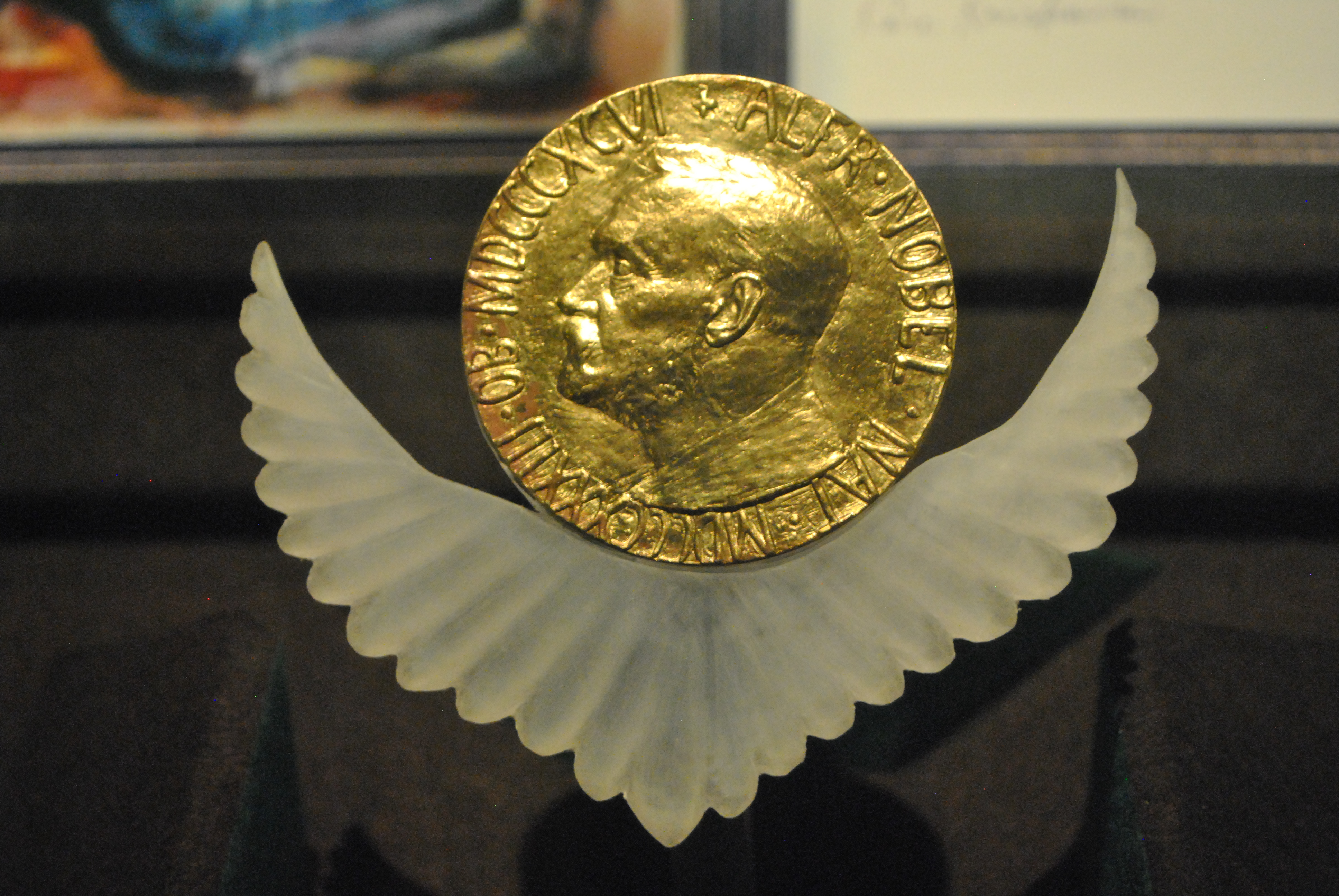
Médaille du prix Nobel de la paix 1992 (Rigoberta Menchú).

Les nominations pour cette distinction sont le fruit de propositions argumentées et détaillées, émises par des membres d'Assemblées nationales ou des Congrès législatifs, des cercles de professeurs en université dans le domaine de la géopolitique, du droit et des sciences politiques, d'anciens lauréats du prix, des magistrats spécialisés dans le droit international et des conseillers spéciaux du Comité norvégien créé spécialement pour cette branche du Nobel. Chaque année, sur plusieurs centaines de propositions, 199 sont gardées avant qu'une série préalable de candidatures ne soit soumise aux jurés du prix qui établissent au printemps une liste finale de cinq noms ou groupe de noms et structures liés par une même action diplomatique. Le ou les lauréats sont élus après débats, discussions et votes clos en octobre. Leur identité est révélée lors d'une conférence de presse officielle dans la vieille ville d'Oslo. Les nominations sont normalement tenues à rester secrètes durant 50 ans. Plusieurs d'entre elles sont désormais connues et médiatisées, notamment celles comprises entre 1901 et 1955. Quand certaines de ces listes ont été révélées à la presse, on a pu découvrir qu'Adolf Hitler avait été nommé, en 1939, par Erik Brandt, membre du Parlement suédois, dans une volonté de "critique satirique" de la nomination concurrente proposée du premier ministre britannique Neville Chamberlain, avant que Brandt ne retire cette proposition quelques jours plus tard, n'ayant pas souhaité qu'elle soit prise sérieusement. D'autres propositions de ce genre, non ironiques cette fois, ont été soumises au Comité telles que Benito Mussolini (en 1935) ou encore Joseph Staline (en 1945 et en 1948). En 2018, l'ancien chef de l'OTAN, Anders Fogh Rasmussen, figure parmi les « huit à dix noms » examinés pour siéger au comité Nobel.

## Critiques et polémiques

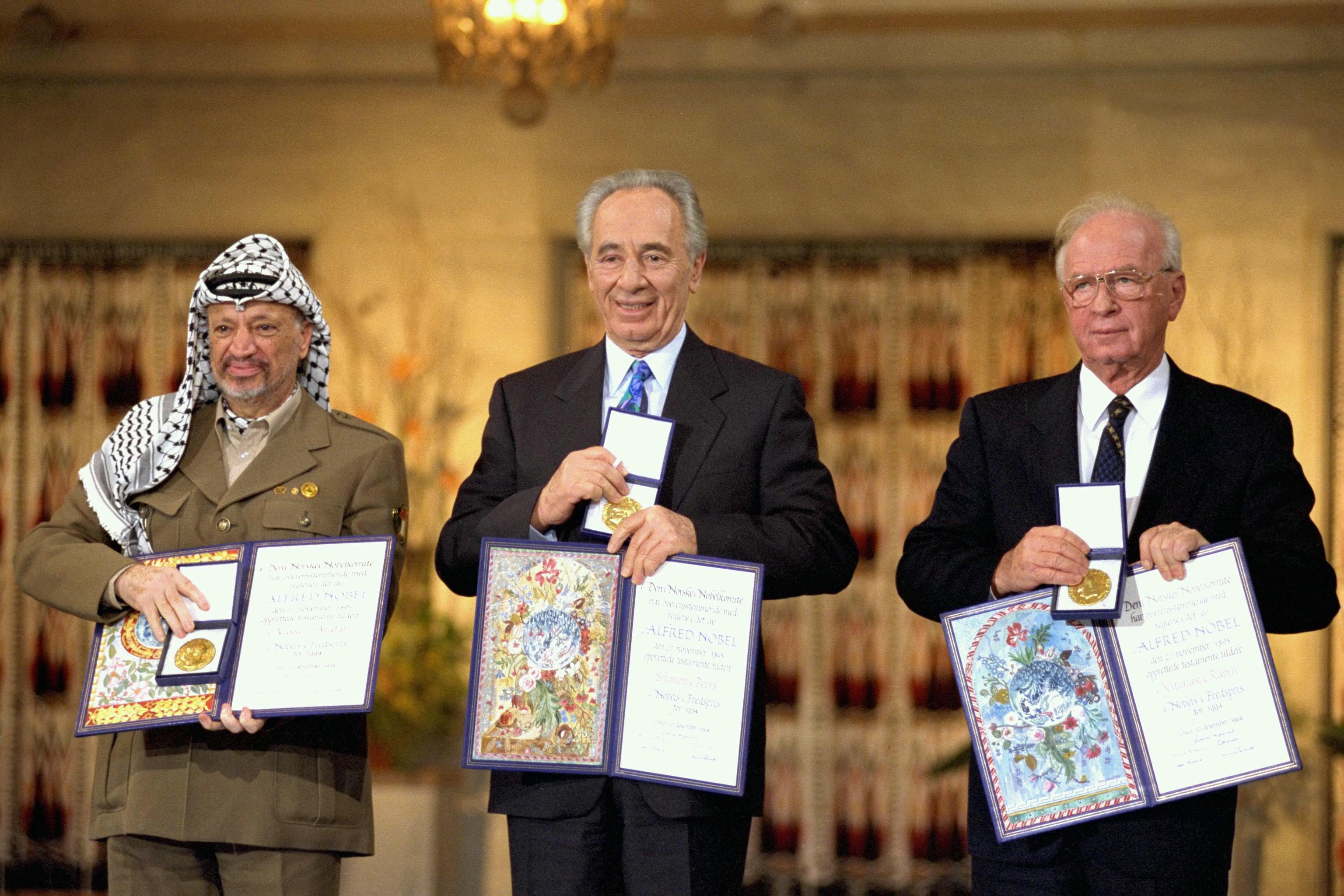
Yasser Arafat, Shimon Peres et Yitzhak Rabin présentant leur prix Nobel de la paix 1994, récompensés à la suite des accords d'Oslo.

Contrairement aux autres prix, rétrospectifs, valorisant l'œuvre d'une vie en sciences ou en littérature, le Nobel de la paix a souvent distingué une action particulière sans que celle-ci soit forcément soumise à l'épreuve du temps : celle d'une personne ou d'une structure qui a résolu un conflit international et élaboré un consensus pacifique. De fait, plusieurs récompenses ont été attribuées sans prendre en compte le passé du lauréat ou sa politique et ses actes intermédiaires souvent en contradiction avec la définition du prix. Ceci a largement remis en doute la crédibilité voire la légitimité de la distinction lorsqu'elle est revenue à des personnalités telles que Theodore Roosevelt, Anouar el-Sadate, Menahem Begin, Shimon Peres, Yitzhak Rabin, Yasser Arafat, Lê Đức Thọ, Henry Kissinger, Eisaku Satō ou Barack Obama : choix aussi sulfureux que controversés. En conséquence, en 2005, le Comité Nobel a affirmé publiquement que le prix ne reviendrait plus qu'à des personnes, groupes ou organismes qui auront engagé leur existence au service des droits de l'Homme, de la promotion du modèle démocratique ainsi que de la défense des voies de la diplomatie. On a pu également reprocher à certains récipiendaires certaines actions semblant contraires aux aspirations du Nobel : à partir de 2017, la presse reproche notamment à Aung San Suu Kyi, récipiendaire du prix en 1991, son inaction et son absence de condamnation du nettoyage ethnique envers les Rohingyas.
Néanmoins, au cours des années 2000, le prix a été décerné à un ex-président, un ex-vice-président et un président en exercice des États-Unis (Jimmy Carter, Al Gore et Barack Obama après à peine neuf mois de présidence), alors que ce pays a un fort engagement militaire hors de ses frontières.

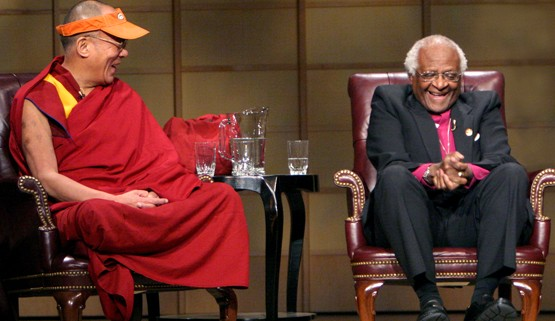
Le 14e Dalai Lama et Desmond Tutu en 2004.

L'autre critique importante faite aux jurés du Nobel concerne l'omission notable dans ses palmarès d'individus dont les contributions pour la paix ont été unanimement saluées. La révélation des nommés pour le Nobel (en) renforce le sentiment d'injustice. La liste des grands oubliés comprend notamment le Mahatma Gandhi dont l'éviction a été vivement critiquée, y compris dans les déclarations de plusieurs membres du Comité norvégien,. Ce dernier a reconnu avoir nommé le Mahatma Gandhi en 1937, 1938, 1939, 1947 et, finalement, quelques jours avant son assassinat en janvier 1948. Cette année-là, il avait refusé d'attribuer un prix, jugeant qu'« il n'y avait pas de candidat vivant approprié ». L'omission de Gandhi a été publiquement et unanimement regrettée par les membres ultérieurs du Comité norvégien. Plus tard, quand le 14e dalaï-lama a été récompensé en 1989, Egil Aarvik, président du Comité, a déclaré que cette décision était « en partie un hommage à la mémoire du Mahatma Gandhi ».
Le dernier et important reproche fait au Nobel concerne l'efficacité et la valeur réelle de cette récompense lorsqu'elle est revenue à des personnalités dont les efforts diplomatiques ont été jugés aussi « vains » que « stériles » à l'instar de l'ancien président américain Jimmy Carter, de l'ex-secrétaire général des Nations unies Kofi Annan ou de l'ancien directeur de l'Agence internationale de l'énergie atomique Mohamed el-Baradei.

## Lauréats
Depuis sa création en 1901, le prix Nobel de la paix a été décerné à 110 personnes et 29 fois à des organisations. Dix-huit femmes ont reçu le prix Nobel de la paix, qui est ainsi le Nobel avec le plus de récipiendaires féminines. Seulement deux lauréats ont reçu plusieurs prix : le Comité international de la Croix-Rouge, trois fois (1917, 1944 et 1963) et le Haut Commissariat des Nations unies pour les réfugiés, deux fois (1954 et 1981).

### Liste
| Année | Lauréat | Lauréat | Pays | Travaux récompensés |
| ----- | --- | --- | --- | --- |
| 1901  | | Henry Dunant | Suisse, France, | Pour son rôle dans la fondation du Comité international de la Croix-Rouge |
| 1901  | | Frédéric Passy | France | Étant l'un des principaux fondateurs de l'Union interparlementaire et aussi le principal organisateur du premier Congrès universel pour la paix |
| 1902  | | Élie Ducommun | Suisse | Pour son rôle de premier secrétaire honoraire du Bureau international de la paix |
| 1902  | | Charles Albert Gobat | Suisse | Pour son rôle de premier secrétaire général de l'Union interparlementaire |
| 1903  | | William Randal Cremer | Royaume-Uni | Pour son rôle de premier père de l'Union interparlementaire |
| 1904  | | Institut de droit international | Belgique | Pour ses efforts en tant qu'organe officieux pour formuler les principes généraux de la science du droit international |
| 1905  | | Bertha von Suttner | Autriche-Hongrie | Pour avoir écrit Die Waffen Nieder! (Bas les armes !) et contribué à la création du Prix |
| 1906  | | Theodore Roosevelt | États-Unis | Pour son intervention fructueuse pour mettre fin à la guerre russo-japonaise et pour son intérêt dans l'arbitrage, en ayant fourni à la cour d'arbitrage de la Haye sa première vraie affaire |
| 1907  | | Ernesto Teodoro Moneta | Italie | Pour son travail en tant que principal leader du mouvement de la paix italienne |
| 1907  | | Louis Renault | France | Pour son travail en tant que premier juriste international français et membre de la Cour permanente d'arbitrage de la Haye |
| 1908  | | Klas Pontus Arnoldson | Suède | Pour son travail en tant que fondateur de la Ligue de la paix suédoise et de l'arbitrage |
| 1908  | | Fredrik Bajer | Danemark | Pour avoir été avant tout l'avocat de la paix en Scandinavie, combinant le travail dans l'Union interparlementaire tout en étant le premier président du Bureau international de la paix |
| 1909  | | Auguste Beernaert | Belgique | Pour avoir été député aux deux conférences de la Haye de 1899 et 1907, et une figure de proue dans l'Union interparlementaire |
| 1909  | | Paul Henri Balluet d'Estournelles de Constant | France | Pour le travail diplomatique combiné pour la compréhension franco-allemande et franco-britannique avec une carrière distinguée dans l'arbitrage international |
| 1910  | | Bureau international de la paix | Suisse | Pour avoir joué le rôle de lien entre les sociétés pacifiques des différents pays, |
| 1911  | | Tobias Asser | Pays-Bas | Pour avoir été un membre de la Cour d'arbitrage ainsi que l'initiateur des Conférences de droit international privé |
| 1911  | | Alfred Fried | Autriche-Hongrie | Pour son travail en tant que fondateur de la Deutsche Friedensgesellschaft |
| 1912  | | Elihu Root[A] | États-Unis | Pour son intérêt dans l'arbitrage international et pour son plan pour un tribunal mondial |
| 1913  | | Henri La Fontaine | Belgique | Pour son travail en tant que leader du Bureau international de la paix |
| 1914  | Non décerné à cause de la Première Guerre mondiale. | Non décerné à cause de la Première Guerre mondiale. | Non décerné à cause de la Première Guerre mondiale. | Non décerné à cause de la Première Guerre mondiale. |
| 1915  | Non décerné à cause de la Première Guerre mondiale. | Non décerné à cause de la Première Guerre mondiale. | Non décerné à cause de la Première Guerre mondiale. | Non décerné à cause de la Première Guerre mondiale. |
| 1916  | Non décerné à cause de la Première Guerre mondiale. | Non décerné à cause de la Première Guerre mondiale. | Non décerné à cause de la Première Guerre mondiale. | Non décerné à cause de la Première Guerre mondiale. |
| 1917  | | Comité international de la Croix-Rouge | Suisse | Pour l'entreprise de l'énorme tâche d'essayer de protéger les droits des nombreux prisonniers de guerre de tous les camps de la Première Guerre mondiale, y compris leur droit d'établir des contacts avec leur famille |
| 1918  | Non décerné à cause de la Première Guerre mondiale. | Non décerné à cause de la Première Guerre mondiale. | Non décerné à cause de la Première Guerre mondiale. | Non décerné à cause de la Première Guerre mondiale. |
| 1919  | | Woodrow Wilson | États-Unis | Pour son rôle crucial dans la création de la Société des Nations |
| 1920  | | Léon Bourgeois | France | Pour sa participation dans les deux conférences de la Haye de 1899 et 1907 et pour son travail pour ce qu'était devenu la Ligue à un point tel qu'il a souvent été appelé son père spirituel |
| 1921  | | Hjalmar Branting | Suède | Pour son travail dans la Société des Nations |
| 1921  | | Christian Lange | Norvège | Pour son travail en tant que premier secrétaire du Comité Nobel norvégien et secrétaire général de l'Union interparlementaire |
| 1922  | | Fridtjof Nansen | Norvège | Pour son travail dans l'assistance de millions de Russes dans la lutte contre la famine et son travail pour les réfugiés en Asie mineure et en Thrace, |
| 1923  | Non décerné | Non décerné | Non décerné | Non décerné |
| 1924  | Non décerné | Non décerné | Non décerné | Non décerné |
| 1925  | | Sir Austen Chamberlain[A] | Royaume-Uni | Pour les travaux sur les accords de Locarno |
| 1925  | | Charles G. Dawes[A] | États-Unis | Pour les travaux sur le Plan Dawes pour les réparations allemandes qui a été considéré comme ayant fourni le fondement économique des accords de Locarno en 1925 |
| 1926  | | Aristide Briand | France | Pour les travaux sur les accords de Locarno |
| 1926  | | Gustav Stresemann | Allemagne | Pour les travaux sur les accords de Locarno |
| 1927  | | Ferdinand Buisson | France | Pour les contributions à la réconciliation populaire franco-allemande |
| 1927  | | Ludwig Quidde | Allemagne | Pour les contributions à la réconciliation populaire franco-allemande |
| 1928  | Non décerné | Non décerné | Non décerné | Non décerné |
| 1929  | | Frank B. Kellogg[A] | États-Unis | Pour le pacte Briand-Kellogg, dont les signataires sont convenus de résoudre tous les conflits par des moyens pacifiques et ont renoncé à la guerre comme instrument de politique nationale |
| 1930  | | Nathan Söderblom | Suède | Pour ses efforts pour impliquer les églises pas seulement dans le travail pour l'union œcuménique, mais aussi pour la paix mondiale |
| 1931  | | Jane Addams | États-Unis | Pour son travail de réforme sociale et la direction de la Ligue internationale des femmes pour la paix et la liberté |
| 1931  | | Nicholas Murray Butler | États-Unis | Pour sa promotion du pacte Briand-Kellogg et pour son travail en tant que « leader de la partie la plus axée sur l'établissement du mouvement de la paix américaine » |
| 1932  | Non décerné | Non décerné | Non décerné | Non décerné |
| 1933  | | Sir Norman Angell[A] | Royaume-Uni | Pour avoir écrit La Grande Illusion et pour avoir été un « supporter de la Société des Nations ainsi qu'un journaliste et éducateur influent pour la paix en général » |
| 1934  | | Arthur Henderson | Royaume-Uni | Pour ses travaux pour la Société des Nations, particulièrement ses efforts pour le désarmement, |
| 1935  | | Carl von Ossietzky[B] | Allemagne | Pour sa lutte contre le réarmement allemand |
| 1936  | | Carlos Saavedra Lamas | Argentine | Pour son intervention dans la fin de la guerre du Chaco entre le Paraguay et la Bolivie |
| 1937  | | Robert Cecil (1er vicomte Cecil de Chelwood) | Royaume-Uni | Pour ses travaux avec la Société des Nations |
| 1938  | | Office international Nansen pour les réfugiés | Société des Nations | Pour son travail dans l'aide aux réfugiés |
| 1939  | Non décerné à cause de la Seconde Guerre mondiale. | Non décerné à cause de la Seconde Guerre mondiale. | Non décerné à cause de la Seconde Guerre mondiale. | Non décerné à cause de la Seconde Guerre mondiale. |
| 1940  | Non décerné à cause de la Seconde Guerre mondiale. | Non décerné à cause de la Seconde Guerre mondiale. | Non décerné à cause de la Seconde Guerre mondiale. | Non décerné à cause de la Seconde Guerre mondiale. |
| 1941  | Non décerné à cause de la Seconde Guerre mondiale. | Non décerné à cause de la Seconde Guerre mondiale. | Non décerné à cause de la Seconde Guerre mondiale. | Non décerné à cause de la Seconde Guerre mondiale. |
| 1942  | Non décerné à cause de la Seconde Guerre mondiale. | Non décerné à cause de la Seconde Guerre mondiale. | Non décerné à cause de la Seconde Guerre mondiale. | Non décerné à cause de la Seconde Guerre mondiale. |
| 1943  | Non décerné à cause de la Seconde Guerre mondiale. | Non décerné à cause de la Seconde Guerre mondiale. | Non décerné à cause de la Seconde Guerre mondiale. | Non décerné à cause de la Seconde Guerre mondiale. |
| 1944  | | Comité international de la Croix-Rouge | Suisse | Pour le travail immense qu'il a réalisé durant la guerre au nom de l'humanité |
| 1945  | | Cordell Hull | États-Unis | Pour son combat contre l'isolationnisme à la Maison-Blanche, ses efforts pour créer un bloc pacifique d'États sur le continent américain, et ses travaux pour l'Organisation des Nations unies |
| 1946  | | Emily Greene Balch | États-Unis | Ancienne professeur d'histoire et sociologie; Présidente d'honneur internationale de la Ligue internationale des femmes pour la paix et la liberté |
| 1946  | | John Raleigh Mott | États-Unis | Président du Conseil international des missionnaires ; Président de la Young Men's Christian Association |
| 1947  | | Friends Service Council | Royaume-Uni | compassion pour les autres et le désir de les aider |
| 1947  | | American Friends Service Committee | États-Unis | compassion pour les autres et le désir de les aider |
| 1948  | Non décerné car « il n'y avait pas de candidat vivant approprié » (un hommage au récemment assassiné Gandhi en Inde, puisque le prix ne pouvait être décerné à titre posthume) | Non décerné car « il n'y avait pas de candidat vivant approprié » (un hommage au récemment assassiné Gandhi en Inde, puisque le prix ne pouvait être décerné à titre posthume) | Non décerné car « il n'y avait pas de candidat vivant approprié » (un hommage au récemment assassiné Gandhi en Inde, puisque le prix ne pouvait être décerné à titre posthume) | Non décerné car « il n'y avait pas de candidat vivant approprié » (un hommage au récemment assassiné Gandhi en Inde, puisque le prix ne pouvait être décerné à titre posthume) |
| 1949  | | John Boyd Orr | États-Unis | Physiologiste; Politicien alimentaire ; Organisateur remarquable et directeur de l'Organisation des Nations unies pour l'alimentation et l'agriculture ; Président du Conseil national pour la paix et de l'Union mondiale des organisations pour la paix |
| 1950  | | Ralph Bunche | États-Unis | Professeur à l'université Harvard à Cambridge, dans le Massachusetts ; Directeur de la division de tutelle aux Nations unies ; Médiateur actif en Palestine en 1948 |
| 1951  | | Léon Jouhaux | France | Président du Comité international du Conseil européen, vice-président de la Confédération internationale des syndicats libres, vice-président de la Fédération syndicale mondiale, membre du Conseil de l'OIT, délégué aux Nations unies |
| 1952  | | Albert Schweitzer | France | Chirurgien missionnaire ; Fondateur de l'hôpital deLambaréné (République de Gabon) |
| 1953  | | George Catlett Marshall | États-Unis | Président général de la Croix-Rouge américaine ; Ancien secrétaire d'État et à Défense ; Délégué aux Nations unies ; Initiateur du Plan Marshall |
| 1954  | | Haut Commissariat des Nations unies pour les réfugiés | Organisation des Nations unies | Une organisation internationale de secours fondée par l'ONU en 1951 |
| 1955  | Non décerné | Non décerné | Non décerné | Non décerné |
| 1956  | Non décerné | Non décerné | Non décerné | Non décerné |
| 1957  | | Lester Bowles Pearson | Canada | Ancien secrétaire d'État et des Affaires étrangères du Canada ; ancien président de la 7e session de l'Assemblée générale des Nations unies ; pour son rôle dans l'essai de mettre fin à la crise du canal de Suez et de résoudre la question du Moyen-Orient au travers de l'ONU |
| 1958  | | Dominique Pire | Belgique | Père de l'ordre des Prêcheurs ; Leader de l'organisation de secours aux réfugiés L'Europe du cœur au service du Monde |
| 1959  | | Philip Noel-Baker | Royaume-Uni | Membre du Parlement ; fervent travailleur pour la paix internationale et la coopération tout au long de sa vie |
| 1960  | | Albert Lutuli | Union d'Afrique du Sud (Né en Rhodésie du Sud) | Président du Congrès national africain, était au tout premier plan de la lutte contre l'apartheid en Afrique du Sud |
| 1961  | | Dag Hammarskjöld[C] | Suède | Secrétaire général de l'ONU récompensé pour le renforcement de l'organisation |
| 1962  | | Linus Carl Pauling | États-Unis | pour sa campagne contre les essais d'armes nucléaires |
| 1963  | | Comité international de la Croix-Rouge | Suisse | Pour leur travail dans la protection des droits de l'Homme dans les 100 ans d'existence du CICR |
| 1963  | Fédération internationale des Sociétés de la Croix-Rouge et du Croissant Rouge                                                                                                 | | Suisse | Pour leur travail dans la protection des droits de l'Homme dans les 100 ans d'existence du CICR |
| 1964  | | Martin Luther King, Jr. | États-Unis | Militant pour les droits civiques, première personne dans le monde occidental à nous avoir montré qu'une lutte peut être menée sans violence |
| 1965  | | Fonds des Nations unies pour l'enfance (UNICEF) | Organisation des Nations unies | Une organisation d'assistance internationale |
| 1966  | Non décerné | Non décerné | Non décerné | Non décerné |
| 1967  | Non décerné | Non décerné | Non décerné | Non décerné |
| 1968  | | René Cassin | France | Président de la Cour européenne des droits de l'Homme |
| 1969  | | Organisation internationale du travail | Organisation des Nations unies | [ Site 64 ] |
| 1970  | | Norman E. Borlaug | États-Unis | Centre international d'amélioration du maïs et du blé ; pour ses contributions à la révolution verte qui a eu un tel impact sur la production de nourriture particulièrement en Asie et en Amérique latine |
| 1971  | | Willy Brandt | Allemagne de l'Ouest | Chancelier de la République fédérale d'Allemagne ; pour l'Ostpolitik d'Allemagne de l'Ouest |
| 1972  | Non décerné | Non décerné | Non décerné | Non décerné |
| 1973  | | Henry Kissinger | États-Unis (né en Allemagne) | Pour les accords de paix de Paris de 1973 destinés à amener un cessez-le-feu dans la guerre du Viêt Nam et un retrait des forces américaines. Lê Đức Thọ a refusé le prix. |
| 1973  | | Lê Đức Thọ[D] | République démocratique du Viêt Nam | Pour les accords de paix de Paris de 1973 destinés à amener un cessez-le-feu dans la guerre du Viêt Nam et un retrait des forces américaines. Lê Đức Thọ a refusé le prix. |
| 1974  | | Seán MacBride | Irlande (Né en France) | Président du Bureau international de la paix ; président de la Commission de Namibie. Pour son fort intérêt dans les droits de l'homme: en pilotant la Convention européenne des droits de l'Homme au travers du Conseil de l'Europe, en aidant la fondation puis la direction d'Amnesty International et en servant comme secrétaire général de la Commission internationale de juristes                                                                                     |
| 1974  | | Eisaku Satō | Japon | Premier ministre du Japon, pour sa renonciation de l'option nucléaire pour le Japon et ses efforts pour faire avancer la réconciliation régionale |
| 1975  | | Andrei Dmitrievich Sakharov[E] | Union soviétique | Pour sa lutte pour les droits de l'Homme, pour le désarmement, et pour la coopération entre toutes les nations |
| 1976  | | Betty Williams | Royaume-Uni | Fondatrices du Mouvement de la paix en Irlande du Nord (plus tard renommé Communauté des gens pacifiques) |
| 1976  | Mairead Corrigan | | Royaume-Uni | Fondatrices du Mouvement de la paix en Irlande du Nord (plus tard renommé Communauté des gens pacifiques) |
| 1977  | | Amnesty International | Royaume-Uni | Pour la protection des droits fondamentaux des prisonniers d'opinion |
| 1978  | | Anouar el-Sadate | Égypte | Pour les accords de Camp David, qui provoquent une paix négociée entre l'Égypte et Israël |
| 1978  | | Menahem Begin | Israël (né en Russie) | Pour les accords de Camp David, qui provoquent une paix négociée entre l'Égypte et Israël |
| 1979  | | Mère Teresa | Inde (née au Vilayet du Kosovo) | Fondatrice des Missionnaires de la Charité |
| 1980  | | Adolfo Pérez Esquivel | Argentine | Directeur des droits de l'Homme ; a fondé des organisations non-violentes pour les droits de l'Homme pour lutter contre la junte militaire qui gouvernait son pays |
| 1981  | | Haut Commissariat des Nations unies pour les réfugiés | Organisation des Nations unies | Une organisation internationale de secours fondée par l'ONU en 1951 |
| 1982  | | Alva Myrdal | Suède | Pour leur superbe travail dans les négociations de désarmement des Nations unies, où ils ont tous deux joué un rôle crucial et ont gagné la reconnaissance internationale, |
| 1982  | | Alfonso García Robles | Mexique | Pour leur superbe travail dans les négociations de désarmement des Nations unies, où ils ont tous deux joué un rôle crucial et ont gagné la reconnaissance internationale, |
| 1983  | | Lech Wałęsa | Pologne | Fondateur de Solidarność ; militant pour les droits de l'Homme |
| 1984  | | Desmond Tutu | République d'Afrique du Sud | Évêque de Johannesburg ; ancien secrétaire général du Conseil des Églises d'Afrique du Sud |
| 1985  | | Association internationale des médecins pour la prévention de la guerre nucléaire                                                                                              | États-Unis | Pour informations faisant autorité et par la création d'une prise de conscience des conséquences catastrophiques d'une guerre atomique. Le comité estime que cela contribue à son tour à une augmentation de la pression de l'opposition publique face à la prolifération des armes nucléaires et à une redéfinition des priorités, avec une plus grande attention accordée à la santé et à d'autres questions humanitaires                                                   |
| 1986  | | Elie Wiesel | États-Unis (né en Roumanie) | Président de la Commission présidentielle sur l’Holocauste |
| 1987  | | Óscar Arias | Costa Rica | Pour ses travaux pour la paix en Amérique centrale, efforts qui ont mené à l'accord d'Esquipulas signé à Guatemala le 7 août de cette année |
| 1988  | | Force de maintien de la paix des Nations unies | Organisation des Nations unies | Pour leurs efforts [qui] qui ont apporté des contributions importantes vers la réalisation de l'un des principes fondamentaux des Nations unies, |
| 1989  | | Tenzin Gyatso | Inde (né au Tibet) | Dans sa lutte pour la libération du Tibet il s'est toujours opposé à l'usage de la violence. Il a plutôt préconisé des solutions pacifiques basées sur la tolérance et le respect mutuel afin de préserver l'héritage historique et culturel de son peuple, |
| 1990  | | Mikhaïl Gorbatchev | Union soviétique | Président de l'Union soviétique, pour son rôle principal dans le processus de paix qui caractérise aujourd'hui une part importante de la communauté internationale |
| 1991  | | Aung San Suu Kyi[F] | Birmanie | Pour sa lutte non violente pour la démocratie et les droits de l'Homme |
| 1992  | | Rigoberta Menchú | Guatemala | Pour son travail pour la justice sociale et pour la réconciliation ethnoculturelle basée sur le respect pour les droits des peuples indigènes |
| 1993  | | Nelson Mandela | République d'Afrique du Sud | Pour leurs travaux sur la fin pacifique du régime de l'apartheid, et pour la préparation des fondations pour une nouvelle Afrique du Sud démocratique |
| 1993  | Frederik Willem de Klerk | | République d'Afrique du Sud | Pour leurs travaux sur la fin pacifique du régime de l'apartheid, et pour la préparation des fondations pour une nouvelle Afrique du Sud démocratique |
| 1994  | | Yasser Arafat | Palestine (né en Égypte) | Pour honorer une action politique qui a appelé à un grand courage des deux camps, et qui a ouvert des opportunités pour un nouveau développement vers la fraternité au Moyen-Orient |
| 1994  | | Yitzhak Rabin | Israël | Pour honorer une action politique qui a appelé à un grand courage des deux camps, et qui a ouvert des opportunités pour un nouveau développement vers la fraternité au Moyen-Orient |
| 1994  | | Shimon Peres | Israël (né en Pologne) | Pour honorer une action politique qui a appelé à un grand courage des deux camps, et qui a ouvert des opportunités pour un nouveau développement vers la fraternité au Moyen-Orient |
| 1995  | | Józef Rotblat | Royaume-Uni (né dans le royaume du Congrès) | Pour leurs efforts pour diminuer le rôle joué par les armes nucléaires dans la politique internationale et, à plus long terme, pour éliminer ces armes |
| 1995  | | Mouvement Pugwash | Canada | Pour leurs efforts pour diminuer le rôle joué par les armes nucléaires dans la politique internationale et, à plus long terme, pour éliminer ces armes |
| 1996  | | Carlos Filipe Ximenes Belo | Timor oriental | Pour leurs travaux en vue d'une solution juste et pacifique au conflit au Timor oriental |
| 1996  | José Ramos-Horta | | Timor oriental | Pour leurs travaux en vue d'une solution juste et pacifique au conflit au Timor oriental |
| 1997  | | Campagne internationale pour l'interdiction des mines antipersonnel | Suisse | Pour leur travail pour l'interdiction et la liquidation des mines antipersonnel |
| 1997  | | Jody Williams | États-Unis | Pour leur travail pour l'interdiction et la liquidation des mines antipersonnel |
| 1998  | | John Hume | Irlande | Pour leurs efforts pour trouver une solution pacifique au conflit en Irlande du Nord |
| 1998  | | David Trimble | Royaume-Uni | Pour leurs efforts pour trouver une solution pacifique au conflit en Irlande du Nord |
| 1999  | | Médecins sans frontières | France Suisse | En reconnaissance du travail humanitaire pionnier de l'organisation sur plusieurs continents |
| 2000  | | Kim Dae-jung | Corée du Sud | Pour son travail pour la démocratie et les droits de l'Homme en Corée du Sud et en Asie orientale en général, et pour la paix et la réconciliation avec la Corée du Nord en particulier |
| 2001  | | Organisation des Nations unies | Organisation des Nations unies | Pour leur travail pour un monde mieux organisé et plus pacifique |
| 2001  | Kofi Annan, Photo: Harry Wad | Kofi Annan | Ghana | Pour leur travail pour un monde mieux organisé et plus pacifique |
| 2002  | | Jimmy Carter | États-Unis | Pour ses efforts pour trouver des solutions pacifiques aux conflits internationaux, pour faire avancer la démocratie et les droits de l'Homme, et pour promouvoir le développement social et économique |
| 2003  | | Shirin Ebadi | Iran | Pour ses efforts pour la démocratie et les droits de l'Homme. Elle s'est particulièrement concentrée sur la lutte pour les droits des femmes et de l'enfant |
| 2004  | | Wangari Muta Maathai | Kenya | Pour sa contribution au développement durable, à la démocratie et à la paix |
| 2005  | | Agence internationale de l'énergie atomique | Organisation des Nations unies | Pour leurs efforts pour interdire l'utilisation de l'énergie nucléaire à des fins militaires et pour s'assurer que l'énergie nucléaire est utilisée à des fins pacifiques de la manière la plus sûre possible |
| 2005  | | Mohamed el-Baradei | Égypte | Pour leurs efforts pour interdire l'utilisation de l'énergie nucléaire à des fins militaires et pour s'assurer que l'énergie nucléaire est utilisée à des fins pacifiques de la manière la plus sûre possible |
| 2006  | | Muhammad Yunus | Bangladesh | Pour l'avancement des opportunités économiques et sociales pour les pauvres, en particulier pour les femmes, par leurs travaux pionnier du microcrédit |
| 2006  | Grameen Bank | | Bangladesh | Pour l'avancement des opportunités économiques et sociales pour les pauvres, en particulier pour les femmes, par leurs travaux pionnier du microcrédit |
| 2007  | | Groupe d'experts intergouvernemental sur l'évolution du climat (GIEC) | Organisation des Nations unies | Pour leurs efforts visant à renforcer et diffuser les connaissances sur les changements climatiques d'origine humaine, et pour jeter les bases pour les mesures qui sont nécessaires pour contrer de tels changements |
| 2007  | | Al Gore | États-Unis | Pour leurs efforts visant à renforcer et diffuser les connaissances sur les changements climatiques d'origine humaine, et pour jeter les bases pour les mesures qui sont nécessaires pour contrer de tels changements |
| 2008  | | Martti Ahtisaari | Finlande | Pour ses efforts sur plusieurs continents et sur plus de trois décennies, pour résoudre les conflits internationaux |
| 2009  | | Barack Obama | États-Unis | Pour ses efforts investis dans le renforcement de la diplomatie internationale et de la coopération entre les peuples |
| 2010  | | Liu Xiaobo[G] | Chine | Pour sa lutte longue et non violente pour les droits de l'Homme fondamentaux en Chine |
| 2011  | | Ellen Johnson Sirleaf | Liberia | Pour leur lutte non violente pour la sécurité des femmes et pour les droits des femmes à la pleine participation dans le travail de consolidation de la paix |
| 2011  | Leymah Gbowee | | Liberia | Pour leur lutte non violente pour la sécurité des femmes et pour les droits des femmes à la pleine participation dans le travail de consolidation de la paix |
| 2011  | | Tawakkol Karman | Yémen | Pour leur lutte non violente pour la sécurité des femmes et pour les droits des femmes à la pleine participation dans le travail de consolidation de la paix |
| 2012  | | Union européenne | Union européenne | Pour avoir contribué pendant six décennies à l'avancement de la paix et de la réconciliation, de la démocratie et des droits de l'Homme en Europe |
| 2013  | | Organisation pour l'interdiction des armes chimiques (OIAC) | International, basée aux Pays-Bas | Pour ses efforts considérables pour éliminer les armes chimiques |
| 2014  | | Kailash Satyarthi | Inde | Pour leur lutte contre la répression des enfants et des jeunes ainsi que pour les droits de tous les enfants à l'éducation. |
| 2014  | | Malala Yousafzai | Pakistan | Pour leur lutte contre la répression des enfants et des jeunes ainsi que pour les droits de tous les enfants à l'éducation. |
| 2015  | | Quartet du dialogue national | Tunisie | Pour sa contribution décisive à l'édification d'une démocratie pluraliste en Tunisie dans le sillage de la Révolution du Jasmin en 2011. |
| 2016  | | Juan Manuel Santos | Colombie | Pour ses efforts en faveur du processus de paix avec les FARC. |
| 2017  | | Campagne internationale pour l'abolition des armes nucléaires | Suisse | Pour son travail pour attirer l'attention sur les conséquences humanitaires catastrophiques de quelque usage d'armes atomiques et ses efforts révolutionnaires pour arriver à une prohibition par un traité de telles armes. Au cœur des tensions diplomatiques entre les États-Unis et la Corée du Nord. |
| 2018  | | Denis Mukwege | République démocratique du Congo | Pour leurs efforts pour mettre fin à l'emploi des violences sexuelles en tant qu'arme de guerre. |
| 2018  | | Nadia Murad | Irak | Pour leurs efforts pour mettre fin à l'emploi des violences sexuelles en tant qu'arme de guerre. |
| 2019  | | Abiy Ahmed | Éthiopie | Pour ses efforts afin d'instaurer la paix entre l'Éthiopie et l’Érythrée. |
| 2020  | | Programme alimentaire mondial | Organisation des Nations unies | Pour ses efforts de lutte contre la faim, pour sa contribution à l'amélioration des conditions de paix dans les zones touchées par les conflits et pour avoir joué un rôle moteur dans les efforts visant à empêcher l'utilisation de la faim comme arme de guerre |
| 2021  | | Maria Ressa | Philippines États-Unis | Pour leurs efforts envers la défense de la liberté d'expression, qui est une condition préalable à toute démocratie et à une paix durable. Maria Ressa s'appuie sur la liberté d'expression pour mettre sur la place publique les abus de pouvoir, les recours à la violence, l'autoritatisme croissant dans son pays natal, les Philippines. Dmitri Mouratov, depuis des décennies, défend la liberté d'expression en Russie dans des conditions de plus en plus difficiles. |
| 2021  | | Dmitri Mouratov | Russie | Pour leurs efforts envers la défense de la liberté d'expression, qui est une condition préalable à toute démocratie et à une paix durable. Maria Ressa s'appuie sur la liberté d'expression pour mettre sur la place publique les abus de pouvoir, les recours à la violence, l'autoritatisme croissant dans son pays natal, les Philippines. Dmitri Mouratov, depuis des décennies, défend la liberté d'expression en Russie dans des conditions de plus en plus difficiles. |
| 2022  | | Ales Bialiatski | Biélorussie | Pour leur promotion du droit de critiquer le pouvoir et de protéger les droits fondamentaux des citoyens, et leurs efforts pour documenter les crimes de guerre, les violations des droits de l'Homme et l'abus de pouvoir |
| 2022  | | Memorial | Russie | Pour leur promotion du droit de critiquer le pouvoir et de protéger les droits fondamentaux des citoyens, et leurs efforts pour documenter les crimes de guerre, les violations des droits de l'Homme et l'abus de pouvoir |
| 2022  | | Centre pour les libertés civiles | Ukraine | Pour leur promotion du droit de critiquer le pouvoir et de protéger les droits fondamentaux des citoyens, et leurs efforts pour documenter les crimes de guerre, les violations des droits de l'Homme et l'abus de pouvoir |
| 2023  | | Narges Mohammadi | Iran | Pour son combat contre l’oppression des femmes en Iran et sa lutte pour la promotion des droits humains et la liberté pour tous |
| 2024  | | Nihon Hidankyo | Japon | Pour ses efforts en vue d'un monde sans armes nucléaires et pour avoir démontré par des témoignages que les armes nucléaires ne doivent plus jamais être utilisées, |

### Prix par continent
- Europe (67) :
  - 14 :  Royaume-Uni.
  - 11 :  France.
  - 9 :  Suisse.
  - 5 :  Allemagne,  Suède.
  - 4 :  Belgique.
  - 2 :  Autriche,  Hongrie,  Norvège,  Pays-Bas,  Pologne,  Portugal,  Russie,  Union soviétique.
  - 1 :  Biélorussie,  Danemark,  Irlande,  Italie,  Finlande,  Ukraine,  Union européenne.
- Organisations internationales (10) :  Nations unies.
- Amérique (32) :
  - 24 :  États-Unis.
  - 2 :  Argentine,  Canada.
  - 1 :  Colombie,  Costa Rica,  Guatemala,  Mexique.
- Asie (20) :
  - 3 :  Israël.
  - 2 :  Inde,  Iran,  Japon.
  - 1 :  Bangladesh,  Birmanie,  Chine,  Corée du Sud,  Irak,  Pakistan,  Palestine,  Philippines,  Russie,  Tibet,  Timor oriental,  Vietnam,  Yémen.
- Afrique (13) :
  - 4 :  Afrique du Sud.
  - 2 :  Égypte,  Liberia.
  - 1 :  Ghana,  Kenya,  République démocratique du Congo,  Tunisie,  Éthiopie

## Jurés du prix Nobel de la paix
Membres actuels du Comité norvégien :
- Jørgen Watne Frydnes (né en 1984), président du Comité, élu pour la période 2021-2026.
- Asle Toje (né en 1975), vice-président du Comité, élu pour la période 2018-2023, réélu pour la période 2024-2029.
- Anne Enger (née en 1949), élue pour la période 2018-2020, réélue pour la période 2021-2026.
- Kristin Clemet (née en 1957), élue pour la période 2021-2026.
- Gry Larsen (née en 1975), élue pour la période 2024-2025.

Kristian Berg Harpviken est le secrétaire du Comité depuis 2025.
Auparavant :

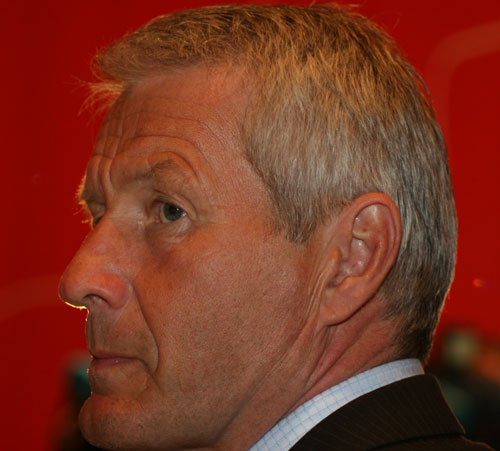
Thorbjørn Jagland, président du comité de 2009 à 2015.

- Berge Furre (1937-2016), professeur en théologie et député, membre du Parlement et chef du Parti socialiste norvégien. Membre du Comité depuis 2003.
- Sissel Marie Rønbeck (née en 1950), députée, directrice de l'Héritage Culturel norvégien (Riksantikvaren), ancienne élue au Parlement et ex-membre du cabinet ministériel du Parti du Travail. Membre du Comité depuis 1994.
- Gunnar Stålsett (né en 1935), évêque d'Oslo de 1998 à 2005, membre du comité en 1985-1990, réélu en 1994-2002 puis pour la période 2012-2017.
- Kaci Kullmann Five (1951-2017), présidente des jeunes conservateurs (1977-79), membre du Storting (1981-97), ministre pour le Commerce, le Transport Maritime et les Affaires Européennes (1989-90), présidente du parti conservateur (1991-94), membre du comité depuis 2003, réélue pour la période 2015-2020, nommée présidente en 2015 jusqu'à sa mort en 2017.
- Inger-Marie Ytterhorn (née en 1941), membre du Comité depuis 2000, réélue pour la période 2012-2017.
- Tone Jørstad (née en 1946), membre du Comité en 2017 en remplacement de Kaci Kullmann Five décédée le 19 février 2017.
- Berit Reiss-Andersen (née en 1954), présidente du Comité Nobel, avocate au cabinet Reiss-Andersen & Co, présidente de l'Association du Barreau Norvégien (2008-2012), secrétaire d'état à la justice, ministère de la Justice (1996-97), élue pour la période 2012-2017, réélue pour la période 2018-2023.
- Henrik Syse (né en 1966), chercheur senior à l'Institut de la Paix d'Oslo, élu pour la période 2015-2020.
- Thorbjørn Jagland (né en 1950), président du Storting (2005-2009), Premier ministre (1996-1997), ministre des Affaires étrangères (2000-2001), secrétaire général du Conseil de l'Europe depuis 2009 (réélu en 2014), membre du comité depuis 2009, réélu pour la période 2015-2020, président du Comité de 2011 à 2015.

## Cérémonies particulières
En 1936, le journaliste Carl von Ossietzky, lauréat du prix Nobel de la paix de l'année 1935, n'avait pas pu se déplacer. Le gouvernement nazi le maintenait interné dans le camp de concentration de Papenburg. Il décédera quelques mois plus tard des suites de la tuberculose contractée en prison. C'est aussi le cas du Chinois Liu Xiaobo, lauréat 2010, qui emprisonné n'a pas pu se rendre à la cérémonie. Liu Xiaobo est le deuxième prix Nobel de la paix à mourir en captivité après Carl von Ossietzky.

## Sommets des prix Nobel de la paix
Depuis 1999 et à l'initiative du Comité Gorbatchev, s'est tenu un sommet annuel qui regroupait d'anciens lauréats du prix Nobel de la paix. Les huit premières éditions avaient été accueillies par la ville de Rome.

### Sommet de Paris (2008)
Le neuvième sommet des prix Nobel de la paix s'est tenu à Paris en décembre 2008. Ce choix avait permis de célébrer le 60e anniversaire de la Déclaration universelle des droits de l'Homme. De nombreuses personnalités avaient participé à ce sommet dont Walter Veltroni, Mikhail Gorbatchev, Lech Wałęsa, Frederik Willem de Klerk, Íngrid Betancourt.

### Sommet de Berlin (2009)
À l'occasion du vingtième anniversaire de la chute du mur de Berlin, le sommet 2009 s'est tenu en août dans la capitale allemande. Annie Lennox y sera élue « Femme de la Paix 2009 » en récompense de son engagement en faveur de la lutte contre le sida en Afrique du Sud.

### Sommet d'Hiroshima (2010)
En novembre 2010 lors du sommet d'Hiroshima au Japon, le dalaï-lama et cinq autres lauréats du Nobel de la paix avaient participé au sommet des prix Nobel de la Paix. Ce sommet était consacré cette année au désarmement nucléaire et organisé à Hiroshima, ville détruite par une bombe atomique à la fin de la Seconde Guerre mondiale. Le prix Nobel Liu Xiaobo, emprisonné en Chine, a été représenté à ce sommet par le Chinois Wuer Kaixi, un des leaders étudiants lors des manifestations de la place Tian'anmen en 1989. Ce dernier avait appelé à la libération de Liu Xiaobo. Il avait par ailleurs déclaré « Les militants en faveur de la démocratie et les avocats défenseurs des droits de l'Homme continuent d'être harcelés et emprisonnés en Chine, au moment où nous sommes réunis à Hiroshima ».

### Sommet de Rome (2014)
Le sommet 2014 s'est déroulé à Rome du 12 au 14 décembre. Étaient notamment présents le Dalaï Lama (Tenzin Gyatso), l'ancien numéro un soviétique Mikhaïl Gorbatchev, l'ancien chef du syndicat Solidarnosc et président de Pologne, Lech Wałęsa, Shirin Ebadi (Iran), Leymah Gbowee (Liberia), Tawakkol Karman (Yémen), Betty Williams, Mairead Maguire et David Trimble (Irlande du Nord), José Ramos-Horta (Timor Oriental), Jody Williams (États-Unis). Les lauréats des prix Nobel de la paix avaient signifié, dans un texte commun, leur « profonde inquiétude » devant la menace que font peser « certaines grandes puissances » qui font usage de la force, au risque d'une « nouvelle guerre froide encore plus dangereuse » ; ils avaient également dénoncé « le fanatisme déguisé en religion » et attiré l'attention sur « des conflits existants ou qui couvent, en particulier en Syrie, Irak, Israël/Palestine, Afghanistan, Sud Soudan et Ukraine » et qui prennent « une tournure de plus en plus dangereuse ».

### Filmographie
- Madame Nobel, réalisé par Urs Egger (2014)